# Entre Rios do Oeste
Entre Rios do Oeste é um município brasileiro do estado do Paraná. Sua população estimada em 2021 é de 4.651 habitantes.
Entre Rios do Oeste está no Oeste do Paraná, a 508 quilômetros de Curitiba, banhado pelas águas de Itaipu. A imensidão de água doce atrai praticantes da pesca esportiva de toda a região. É vizinho de Pato Bragado, Marechal Cândido Rondon, Santa Helena, São José das Palmeiras, Rio Paraná e faz divisa internacional com o Paraguai. É um dos mais jovens municípios da região.
Com destaque ao Rio Paraná e a pequena bacia hidrográfica, que é formada pelos rios São Francisco Verdadeiro e São Francisco Falso, a principal atividade econômica da cidade está ligada à agropecuária. A ocupação das terras teve maior ênfase em 1959, quando as primeiras famílias, da 2ª geração de imigrantes italianos e alemães, chegaram de Santa Catarina e Rio Grande do Sul.
Os traços culturais desses colonos podem ser percebidos nos dias atuais, que é visível na culinária, modo de viver, no idioma e nas artes.